# La Bastide-de-Lordat
La Bastide-de-Lordat är en kommun i departementet Ariège i regionen Occitanien i södra Frankrike. Kommunen ligger  i kantonen Saverdun som ligger i arrondissementet Pamiers. År 2022 hade La Bastide-de-Lordat 310 invånare.

## Befolkningsutveckling
Antalet invånare i kommunen La Bastide-de-Lordat
Referens: INSEE